# HW-Virginis-Stern
Die HW-Virginis-Sterne sind bedeckungsveränderliche Sterne bestehend aus einem Roten Zwerg bzw. Braunen Zwerg und einem blauen Unterzwerg. Sie sind das Ergebnis einer Common-Envelope-Phase und werden im Laufe ihrer weiteren Entwicklung zu kataklysmischen Doppelsternen. Sie werden auch als Post-Common-Envelope-Bedeckungsveränderliche bezeichnet. Die HW-Virginis-Sterne sind in den letzten Jahren intensiv untersucht worden aufgrund einer vermuteten Entdeckung von zirkumbinären Planeten um diese Doppelsterne.

## Eigenschaften
HW-Virginis-Sterne bestehen aus einem blauen Unterzwerg mit dem Spektraltyp B und einem späten Hauptreihenbegleiter mit der Spektralklasse K oder M. Die Umlaufdauern dieser engen, aber getrennte Doppelsterne liegen überwiegend zwischen zwei und sechs Stunden. Die Temperaturen der blauen Zwerge liegen im Bereich von über 20.000 K und dominieren den blauen Spektralbereich sowie die Ultraviolettstrahlung, während der rote Begleiter mit Temperaturen um die 3.000 K ausschließlich im roten und infraroten Strahlung emittiert. Die Massen der blauen Unterzwerge erreichen Werte von 0,4 bis 0,5 Sonnenmassen, während die Roten Zwerge nur über ein Fünftel bis Zehntel der Masse verfügen.

## Entwicklung
Blaue Unterzwerge bzw. extremen Horizontalaststerne brennen in ihrem Kern Helium und verfügen nur über eine extrem dünne wasserstoffreiche Atmosphäre. Sie entstehen durch einen starken Massenverlust auf dem asymptotischen Riesenast bzw. in den meisten Fällen in wechselwirkenden Doppelsternsystemen während einer Common-Envelope. Dabei entwickelt sich der massereichere Partner in einem engen Doppelsternsystem über seine Roche-Grenze hinaus, wodurch der Begleiter in seine Atmosphäre eintaucht. Die kinetische Energie aus der Umlaufbahn des Begleiters wird auf die gemeinsame Atmosphäre übertragen, wodurch diese abgeworfen wird und ein Doppelsternsystem aus dem ehemaligen Kern des massereicheren Sterns, der blaue Unterzwerg, sowie sein Begleiter, der Rote Zwerg, zurückbleibt. Durch den Verlust von Drehimpuls über magnetische Prozesse bzw. über die Abstrahlung von Gravitationsstrahlung füllt der Rote Zwerg nach einer Zeitspanne von Milliarden Jahren seine Roche-Grenzvolumen aus und Materie strömt von dem Hauptreihenstern auf den abgekühlten Weißen Zwerg. Damit entwickeln sich die HW-Virginis-Sterne in kataklysmische Veränderliche und gehören daher auch zur Gruppe der prä-kataklysmischen Doppelsterne.

## Zirkumbinäre Planetensysteme
Der Lichtlaufzeiteffekt führt zu periodischen Verschiebungen eines Ereignisses, wenn ein Körper über seine Gravitationskräfte den Schwerpunkt eines Doppelsternsystems verschiebt. Bei HW-Virginis-Sternen kann der Zeitpunkt minimaler Helligkeit sehr genau bestimmt werden aufgrund der kurzen Umlaufdauer und des geringen Anteils des Roten Zwergs am Gesamtlicht. Der langfristige Verlauf der Minima zeigt Schwankungen, die als zirkumbinäre Planeten gedeutet wurden.
Alle diese Interpretationen sind nicht durch ein unabhängiges Verfahren wie der Transitmethode, einer direkten Abbildung des extrasolaren Planeten, interferometrischer Messungen oder mittels eines Infrarotexzesses bestätigt worden. Längere Messungen des Verlaufs der Zeitpunkte des minimalen Lichts bei den HW-Virginis-Sternen sind auch eher zyklischer Natur anstatt streng periodisch, wie bei einem zirkumbinären Planeten zu erwarten wäre. Weiterhin waren die Bahnelemente der hypothetischen Exoplaneten auch teilweise nicht dynamisch stabil, da die Planeten aufgrund von Bahnresonanzen aus dem Doppelsternsystem herausgeschleudert worden wären.
Alternative Hypothesen interpretieren die Daten als das Ergebnis eines Dynamo-Effekts, der zu einer Änderung der Form des M-Zwergs im Laufe eines stellaren Zyklus führt und damit auch zu einer Umverteilung des Drehimpulses im Doppelsternsystem.

## Beispiele
- HW Virginis
- NN Serpentis
- DP Leonis
- HU Aqr
- NY Virginis
- QS Virginis
- RR Cae
- UZ For